# Rashid Ramzi
Rashid Ramzi (Safim, Marrocos, 17 de julho de 1980) é um atleta marroquino que compete pelo Barém especialista em 800m, 1500m e 5000m. Mais de um ano após vencer os 1500m nos Jogos Olímpicos de Verão de 2008, Ramzi teve sua medalha cassada por uso de CERA, uma versão avançada da substância dopante eritropoietina.

## Melhores marcas pessoais
Essas são as melhores marcas do atleta:

### Pista ao ar livre (outdoor)
| Evento      | Tempo    | Local  | Data                |
| ----------- | -------- | ------ | ------------------- |
| 800m        | 1m44s05  | Madri  | 17 de julho de 2006 |
| 1500m       | 3m29s14  | Roma   | 14 de julho de 2006 |
| Uma milha   | 3m51s33  | Eugene | 4 de junho de 2005  |
| Duas milhas | 8m13s16  | Eugene | 8 de junho de 2008  |
| 5000m       | 13m10s72 | Tânger | 13 de julho de 2008 |

### Pista coberta (indoor)
| Evento | Tempo   | Local     | Data               |
| ------ | ------- | --------- | ------------------ |
| 800m   | 1m46s15 | Budapeste | 7 de março de 2004 |
| 1500m  | 3m37s31 | Valência  | 7 de março de 2008 |